# كرنب إسباني
الكرنب الإسباني (باللاتينية: Crambe hispanica) نوع نباتي يتبع جنس الكرنب من الفصيلة الكرنبية.

## البيئة والانتشار
موطنه المغرب العربي وقبرص وبعض مناطق جنوب أوروبا.

## مرادفات للاسم العلمي
- (باللاتينية: Crambe glabrata DC.)
- (باللاتينية: Cochlearia hispanica (L.) Crantz)
- (باللاتينية: Cochlearia sphaerocarpa (Jacq.) Crantz)
- (باللاتينية: Crambe gracillima Rech.f.)
- (باللاتينية: Crambe hispanica var. edentula Boiss.)
- (باللاتينية: Crambe hispanica subsp. hispanica )
- (باللاتينية: Crambe hispanica var. major Moris)
- (باللاتينية: Myagrum sphaerocarpum Jacq.)
- (باللاتينية: Rapistrum hispanicum (L.) Medik. [Illegitimate] 		)
- (باللاتينية: Rapistrum scabrum Moench)